# Mosteiro de Tateve

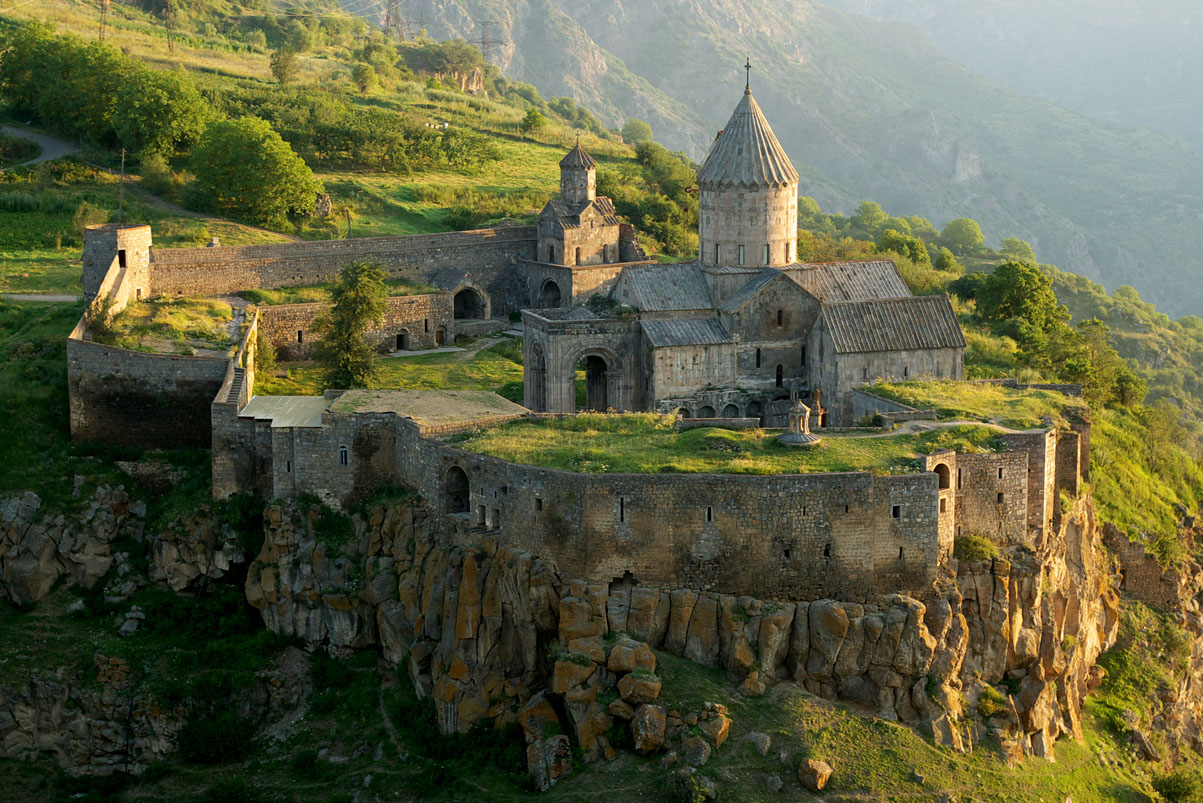
O Mosteiro de Tateve

O Mosteiro de Tateve (em armênio/arménio:  Տաթեւի Վանք) é um mosteiro armênio localizado perto do vilarejo de Tateve na Armênia.